# Аполон и Дафне
„Аполон и Дафне“ (на италиански: Apollo e Dafne) е мраморна скулптура в стил барок, дело на италианския скулптор Джовани Лоренцо Бернини, изваяна в периода 1622 – 1625, която днес се намира в галерия Боргезе в Рим. Сюжетът се основата на един от разказите, включени в „Метаморфози“ на Овидий.

## Сюжет
Изобразен е епизодът от древногръцката митология, в който богът на танците, музиката и поезията Аполон преследва прекрасната нимфа Дафне. Когато Дафне вижда, че Аполон я настига, моли за помощ боговете и те я превръщат в лаврово дърво. Скулптурата представя точно мига, в който Аполон настига бегълката, но палците на ръката на Дафне вече се превръщат в клонки, а краката ѝ в корените на дървото.
През елинския период Аполон е изобразяван по-женствен – слаб, млад, с женска прическа. Така е портретуван и от Бернини. Част от иконографията на Аполон е лавровото дърво и венецът, произлизащи от историята на Овидий. Най-често изобразен в изобразителното изкуство е епизодът, в който Аполон преследва нимфата Дафне.